# Оріент (Вашингтон)
Оріент (англ. Orient) — переписна місцевість (CDP) в США, в окрузі Феррі штату Вашингтон. Населення — 75 осіб (2020).

## Географія
Оріент розташований за координатами 48°51′50″ пн. ш. 118°12′21″ зх. д. / 48.86389° пн. ш. 118.20583° зх. д. (48.863766, -118.205898).  За даними Бюро перепису населення США в 2010 році переписна місцевість мала площу 1,12 км², уся площа — суходіл.

## Демографія
Згідно з переписом 2010 року, у переписній місцевості мешкало 115 осіб у 52 домогосподарствах у складі 22 родин. Густота населення становила 103 особи/км².  Було 63 помешкання (56/км²).
Расовий склад населення:
| - 87,0 % — білих - 7,8 % — корінних американців - 0,9 % — азіатів |

До двох чи більше рас належало 3,5 %. Частка іспаномовних становила 3,5 % від усіх жителів.
За віковим діапазоном населення розподілялося таким чином: 15,7 % — особи молодші 18 років, 73,0 % — особи у віці 18—64 років, 11,3 % — особи у віці 65 років та старші. Медіана віку мешканця становила 43,4 року. На 100 осіб жіночої статі у переписній місцевості припадало 113,0 чоловіків;  на 100 жінок у віці від 18 років та старших — 115,6 чоловіків також старших 18 років.
Середній дохід на одне домашнє господарство  становив 19 207 доларів США (медіана — 14 250), а середній дохід на одну сім'ю — 37 006 доларів (медіана — 37 917). За межею бідності перебувало 42,5 % осіб, у тому числі 100,0 % дітей у віці до 18 років та 17,6 % осіб у віці 65 років та старших.
Цивільне працевлаштоване населення становило 7 осіб. Основні галузі зайнятості: виробництво — 57,1 %, публічна адміністрація — 42,9 %.